# Kanton Saint-Malo-1
 Saint-Malo-1 is een kanton van het Franse departement Ille-et-Vilaine. Het kanton maakt deel uit van het arrondissement Saint-Malo .

In 2020 telde het 45.257 inwoners.

Het kanton werd gevormd ingevolge het decreet van 18 februari 2014 met uitwerking op 22 maart 2015, met Saint-Malo als hoofdplaats.

## Gemeenten
Het kanton omvat volgende gemeenten:
- Saint-Malo (hoofdplaats) (noordelijk deel)
- Cancale
- La Gouesnière
- Saint-Coulomb
- Saint-Méloir-des-Ondes